# Bolbitis pandurifolia
Bolbitis pandurifolia är en träjonväxtart som först beskrevs av William Jackson Hooker, och fick sitt nu gällande namn av Ren-Chang Ching. Bolbitis pandurifolia ingår i släktet Bolbitis och familjen Dryopteridaceae. Inga underarter finns listade.